# Campylopus cambouei
Campylopus cambouei là một loài Rêu trong họ Dicranaceae. Loài này được Renauld & Cardot mô tả khoa học đầu tiên năm 1891.